# ココナラ
株式会社ココナラ（英: coconala Inc.）は、東京都渋谷区に本社を置き、Webサービスの開発・運営事業などを行う日本の企業。また、同社が開発・運営している「知識・スキル・経験」といった得意を売り買いできるスキルマーケットの名称である。
2025年7月時点で、会員登録数は540万人、出品数は約95万件を超える。

## 沿革

### 略歴
2011年、南章行、新明智、谷口明依の3名でウェルセルフとして創業（翌年、株式会社ウェルセルフ設立）。2012年7月に知識やスキルなどをワンコインで売買できるマーケットプレイス「ココナラ」 を開設。
2014年（平成22年）6月、法人名をウェルセルフからサービス名のココナラに変更した。「一人ひとりが「自分のストーリー」を生きていく世の中をつくる」をビジョンに掲げている。
「知識・スキル・経験」を売り買いできるスキルマーケット「ココナラスキルマーケット」に加え、2016年には一人ひとりにあった弁護士が見つかる検索メディア「ココナラ法律相談」を展開。
2017年に放映したTVCMで一気に知名度を上げ、2021年3月19日に株式上場を果たす。
2023年より、すべてが揃うサービスプラットフォーム「ココナラ経済圏」を目指し、業務委託型のエージェントサービスを展開。
企業の業務委託案件に対してITフリーランスを紹介する「ココナラテック」、フルリモートのアシスタントに業務を依頼できる「ココナラアシスト」、企業の経営課題に対してプロ人材がプロジェクトを推進する「ココナラコンサル」、厳選されたトップクリエイターに制作系案件を依頼できる「ココナラプロ」を開始し、個人のみならずビジネスシーンにおける利用が増えている。
2024年11月、ココナラスキルマーケットで培ってきたデータベースを活かし新たにSaaS事業を開始し、ビジネス向け業務サポートAIツール「ココナラAIスタジオ」を提供。業界最大級600種類以上のテンプレートが用意されており、最適なメニューを選んで入力するだけで、さまざまなコンテンツを生成できるサービスである。
2025年4月、プロ人材に直接アプローチができる「ココナラスカウト」を開始。スキル登録者100万人から、ニーズに最適な人材に直接仕事を依頼することができるようになる。
2025年6月、記事や画像、イラストなどのデジタルコンテンツを出品・購入できる新たなマーケットプレイス「ココナラコンテンツマーケット」を開始。従来の1対1の取引だけでなく、多くの方に対し自身の作成したコンテンツを提供できるようになる。
2025年7月、サービス出品者向け支援サービス「セラーサポート」を開始。フリーランスが活躍しつづけることができるよう、マーケティング支援や分析、コミュニティなどの機能を提供している。

### 年表
- 2011年8月 - 南章行、新明智、谷口明依がウェルセルフとしての活動を開始
- 2012年1月 - 渋谷区に株式会社ウェルセルフを設立[3]
- 2013年9月 - ニッセイ・キャピタル、オプト、アドウェイズ及び個人投資家を引受先に第三者割当増資[4]
- 2014年6月 - 株式会社ココナラに社名変更
- 2017年1月 - 本社を渋谷区から品川区へ移転
- 2019年6月 - 全国でテレビCMキャンペーンを実施
- 2020年8月 - 本社を品川区から渋谷区へ移転
- 2021年3月 - 東証マザーズに上場
- 2022年2月 - 全額出資の子会社「株式会社ココナラスキルパートナーズ」を設立し、ベンチャーキャピタル事業を開始
- 2022年4月 - インクグロウ株式会社と業務提携を開始
- 2022年10月 - 株式会社みずほ銀行と特典提供に関する業務提携契約を締結
- 2023年6月 - ポートエンジニアリング株式会社を完全子会社化
- 2023年10月 - 「ココナラプロフェッショナル(現:ココナラプロ)」「ココナラハイコンサル(現:ココナラコンサル)」「ココナラアシスト」を開始
- 2024年4月 - 「みずほココナラスキルマーケット」を開始
- 2024年5月 - アン・コンサルティング株式会社を子会社化
- 2024年11月 - ビジネス向け業務サポートAIツール「ココナラAIスタジオ」を開始
- 2025年4月 - プロ人材に直接アプローチができる新たなマッチング手法「ココナラスカウト」を開始
- 2025年6月 - あらゆるコンテンツを売り買いできる新たなマーケットプレイス「ココナラコンテンツマーケット」を開始
- 2025年7月 - 出品者向けオールインワン支援サービス「セラーサポート」を開始

## CM出演者
- 和牛（2019年6月 - 2019年8月）
- 吉岡里帆（2021年8月 - 2022年2月）

## テレビ番組
- 日経スペシャル カンブリア宮殿 マッチングビジネスの最前線 躍進するココナラの全貌とお得な活用術（2024年5月16日、テレビ東京）- ココナラ社長 鈴木歩出演[5]。

## 書誌情報
- ココナラ START BOOK（2024年4月22日、宝島社）ISBN 978-4-299-05341-1[6]